# Брукс (Альберта)
Брукс (англ. Brooks) — місто в Канаді, у провінції Альберта, у складі муніципального району Ньювелл.

## Населення
За даними перепису 2016 року, місто нараховувало 14451 особу, показавши зростання на 5,7%, порівняно з 2011-м роком. Середня густина населення становила 777,3 осіб/км².
З офіційних мов обидвома одночасно володіли 475 жителів, тільки англійською — 13 460, тільки французькою — 55, а 350 — жодною з них. Усього 4,415 осіб вважали рідною мовою не одну з офіційних, з них 10 — одну з корінних мов, а 45 — українську.
Працездатне населення становило 7 985 осіб (74,6% усього населення), рівень безробіття — 9,2% (10,3% серед чоловіків та 7,7% серед жінок). 89,1% осіб були найманими працівниками, а 8,5% — самозайнятими.
Середній дохід на особу становив $47 950 (медіана $41 358), при цьому для чоловіків — $58 793, а для жінок $36 257 (медіани — $46 342 та $32 296 відповідно).
34,4% мешканців мали закінчену шкільну освіту, не мали закінченої шкільної освіти — 27,4%, 38,2% мали післяшкільну освіту, з яких 32,3% мали диплом бакалавра, або вищий, 30 осіб мали вчений ступінь.
| Статево-вікова структура населення | Статево-вікова структура населення | Статево-вікова структура населення | Статево-вікова структура населення | Статево-вікова структура населення |
| ---------------------------------- | ---------------------------------- | ---------------------------------- | ---------------------------------- | ---------------------------------- |
|                                    |                                    |                                    |                                    |                                    |
| Всього                             | Всього                             | 51,7%48,3%                         |                                    |                                    |
| 0 — 14 років                       | 0 — 14 років                       |                                    | 22,8%                              | 22,8%                              |
| 15 — 64 років                      | 15 — 64 років                      |                                    | 66,5%                              | 66,5%                              |
| 65 і більше                        | 65 і більше                        |                                    | 10,7%                              | 10,7%                              |
| 85 і більше                        | 85 і більше                        |                                    | 1,9%                               | 1,9%                               |
| 100 і більше                       | 100 і більше                       |                                    | 0%                                 | 0%                                 |
| Середній вік (років)               | Середній вік (років)               | 34,936,3                           | 35,5                               | 35,5                               |
| Медіана (років)                    | Медіана (років)                    | 35,035,1                           | 35,0                               | 35,0                               |
| — чоловіки — жінки                 |                                    |                                    |                                    |                                    |

| Походження мешканців:     | Походження мешканців:     | Походження мешканців: | Походження мешканців: | Походження мешканців: |
| ------------------------- | ------------------------- | --------------------- | --------------------- | --------------------- |
| Походження                |                           |                       | осіб                  | %                     |
| Корінні американці        | Корінні американці        |                       | 725                   | 5.02%                 |
| Інше північноамериканське | Інше північноамериканське |                       | 3 550                 | 24.57%                |
| Європейське               | Європейське               |                       | 6 885                 | 47.64%                |
| британське                | британське                |                       | 4 490                 | 31.07%                |
| французьке                | французьке                |                       | 1 015                 | 7.02%                 |
| українське                | українське                |                       | 635                   | 4.39%                 |
| Латинськоамериканське     | Латинськоамериканське     |                       | 655                   | 4.53%                 |
| Карибське                 | Карибське                 |                       | 25                    | 0.17%                 |
| Африканське               | Африканське               |                       | 2 195                 | 15.19%                |
| Азійське                  | Азійське                  |                       | 2 475                 | 17.13%                |
| Океанійське               | Океанійське               |                       | 15                    | 0.1%                  |

| Зайнятість населення за галузями (за класифікацією NOC): | Зайнятість населення за галузями (за класифікацією NOC): | Зайнятість населення за галузями (за класифікацією NOC): | Зайнятість населення за галузями (за класифікацією NOC): | Зайнятість населення за галузями (за класифікацією NOC): |
| -------------------------------------------------------- | -------------------------------------------------------- | -------------------------------------------------------- | -------------------------------------------------------- | -------------------------------------------------------- |
|                                                          |                                                          |                                                          |                                                          |                                                          |
| Управління                                               | Управління                                               |                                                          | 7,6%                                                     | 7,6%                                                     |
| Бізнес, фінанси та адміністрування                       | Бізнес, фінанси та адміністрування                       |                                                          | 9,9%                                                     | 9,9%                                                     |
| Природничі та прикладні науки                            | Природничі та прикладні науки                            |                                                          | 3,3%                                                     | 3,3%                                                     |
| Охорона здоров'я                                         | Охорона здоров'я                                         |                                                          | 4,4%                                                     | 4,4%                                                     |
| Освіта, правозахист, муніципальні та урядові служби      | Освіта, правозахист, муніципальні та урядові служби      |                                                          | 7,6%                                                     | 7,6%                                                     |
| Мистецтво, культура, відпочинок та спорт                 | Мистецтво, культура, відпочинок та спорт                 |                                                          | 0,9%                                                     | 0,9%                                                     |
| Роздрібна торгівля та послуги                            | Роздрібна торгівля та послуги                            |                                                          | 21,4%                                                    | 21,4%                                                    |
| Гуртова торгівля, транспорт та обладнання                | Гуртова торгівля, транспорт та обладнання                |                                                          | 16,4%                                                    | 16,4%                                                    |
| Природні ресурси, сільське господарство                  | Природні ресурси, сільське господарство                  |                                                          | 7,3%                                                     | 7,3%                                                     |
| Виробництво                                              | Виробництво                                              |                                                          | 21%                                                      | 21%                                                      |

## Клімат
Середня річна температура становить 4,5°C, середня максимальна – 24,2°C, а середня мінімальна – -18,1°C. Середня річна кількість опадів – 336 мм.
| Клімат поселення                              | Клімат поселення | Клімат поселення | Клімат поселення | Клімат поселення | Клімат поселення | Клімат поселення | Клімат поселення | Клімат поселення | Клімат поселення | Клімат поселення | Клімат поселення | Клімат поселення | Клімат поселення |
| Показник                                      | Січ.             | Лют.             | Бер.             | Квіт.            | Трав.            | Черв.            | Лип.             | Серп.            | Вер.             | Жовт.            | Лист.            | Груд.            |                  |
| Середній максимум, °C                         | −4,65            | −0,95            | 5,04             | 12,35            | 18,16            | 22,57            | 24,17            | 23,69            | 18,00            | 11,97            | 2,77             | −3,26            |                  |
| Середня температура, °C                       | −11,4            | −7,7             | −1,68            | 5,62             | 11,44            | 15,85            | 18,34            | 17,87            | 12,17            | 6,12             | −3,1             | −9,1             |                  |
| Середній мінімум, °C                          | −18,08           | −14,4            | −8,42            | −1,1             | 4,71             | 9,12             | 12,51            | 12,02            | 6,34             | 0,32             | −8,89            | −14,92           |                  |
| Норма опадів, мм                              | 16               | 11               | 19               | 27               | 39               | 67               | 38               | 37               | 36               | 15               | 15               | 16               |                  |
| Середньомісячна швидкість вітру, м/с          | 4.60             | 4.30             | 4.68             | 4.70             | 4.50             | 4.10             | 3.70             | 3.65             | 3.91             | 4.58             | 4.76             | 4.60             |                  |
| Середньомісячна сонячна радіація, кДж/м²·день | 4350             | 7825             | 12993            | 17426            | 21110            | 22439            | 23433            | 20059            | 14128            | 8692             | 4693             | 3430             |                  |
| --------------------------------------------- | ---------------- | ---------------- | ---------------- | ---------------- | ---------------- | ---------------- | ---------------- | ---------------- | ---------------- | ---------------- | ---------------- | ---------------- | ---------------- |
| Джерело:                                      |                  |                  |                  |                  |                  |                  |                  |                  |                  |                  |                  |                  |                  |